# 斯帕西克 (梅利托波爾區)
47°0′58″N 35°23′6″E / 47.01611°N 35.38500°E
斯帕西克（烏克蘭語：Спаське）是位於烏克蘭東南部的村莊，由扎波羅熱州梅利托波爾區的泰爾平尼亞市鎮負責管轄。該村面積5.07平方公里，海拔高度85米，2001年人口824，人口密度每平方公里162.5人。